# Riscus thailandensis
Riscus thailandensis är en spindeldjursart som först beskrevs av Den Heyer 2005(2006.  Riscus thailandensis ingår i släktet Riscus och familjen Cunaxidae. Inga underarter finns listade i Catalogue of Life.